# Litzendorf
Litzendorf – miejscowość i gmina w Niemczech, w kraju związkowym Bawaria, w rejencji Górna Frankonia, w regionie Oberfranken-West, w powiecie Bamberg. Leży w Szwajcarii Frankońskiej, około 8 km na wschód od Bamberga.

## Dzielnice
W skład gminy wchodzą następujące dzielnice:
|  |  | Kunigundenruh | 2     |
|  |  | Litzendorf    | 1 492 |
|  |  | Lohndorf      | 385   |
|  |  | Melkendorf    | 757   |
|  |  | Naisa         | 747   |
|  |  | Pödeldorf     | 1 753 |
|  |  | Schammelsdorf | 784   |
|  |  | Tiefenellern  | 210   |

## Demografia
| Rok  | Liczba mieszk. |
| ---- | -------------- |
| 1970 | 3507           |
| 1987 | 4825           |
| 2000 | 5907           |
| 2005 | 6179           |
| 2006 | 6129           |

## Położenie
Litzendorf sąsiaduje z następującymi gminami:
|             |           |            |                              |              |                |
| Memmelsdorf | Scheßlitz | Königsfeld | Heiligenstadt in Oberfranken | Strullendorf | Hauptsmoorwald |

## Polityka
Wójtem jest Wolfgang Möhrlein. Rada gminy składa się z 20 członków:
|      | CSU | SPD | Zieloni | Chrześcijańskie Stowarzyszenie Wyborców | Razem     |
| 2002 | 9   | 5   | 3       | 3                                       | 20 miejsc |